# Zhang Nan
Zhang Nan (张楠S, Zhāng NánP; Pechino, 30 aprile 1986) è una ginnasta cinese.
Ha ottenuto le prime vittorie internazionali nel 2002 ai giochi asiatici ottenendo l'oro individuale, al corpo libero, a squadre e alle parallele. Ai campionati asiatici l'anno dopo ha ugualmente vinto l'oro a squadre, individuale, al corpo libero e alla trave. Nel 2005 vince di nuovo l'oro all'individuale ai Giochi asiatici.